# Charles Sarolea
Charles Sarolea (Tongeren, 25 ottobre 1870 – Edimburgo, 11 marzo 1953) è stato un filologo e pubblicista belga.

## Curiosità
Chales Sarolea nacque a Tongeren il 25 ottobre 1870 ed è il protagonista di un divertente episodio dell'Autobiografia di G. K. Chesterton, che lo conosceva e nel testo in questione lo paragona al dottor Faust.